# Reichsflotte
 (mai 2023).
La mise en forme du texte ne suit pas les recommandations de Wikipédia : il faut le « wikifier ».
Les points d'amélioration suivants sont les cas les plus fréquents. Le détail des points à revoir est peut-être précisé sur la page de discussion.
- Les titres sont pré-formatés par le logiciel. Ils ne sont ni en capitales, ni en gras.
- Le texte ne doit pas être écrit en capitales (les noms de famille non plus), ni en gras, ni en italique, ni en « petit »…
- Le gras n'est utilisé que pour surligner le titre de l'article dans l'introduction, une seule fois.
- L'italique est rarement utilisé : mots en langue étrangère, titres d'œuvres, noms de bateaux, etc.
- Les citations ne sont pas en italique mais en corps de texte normal. Elles sont entourées par des guillemets français : « et ».
- Les listes à puces sont à éviter, des paragraphes rédigés étant largement préférés. Les tableaux sont à réserver à la présentation de données structurées (résultats, etc.).
- Les appels de note de bas de page (petits chiffres en exposant, introduits par l'outil «  Source ») sont à placer entre la fin de phrase et le point final[comme ça].
- Les liens internes (vers d'autres articles de Wikipédia) sont à choisir avec parcimonie. Créez des liens vers des articles approfondissant le sujet. Les termes génériques sans rapport avec le sujet sont à éviter, ainsi que les répétitions de liens vers un même terme.
- Les liens externes sont à placer uniquement dans une section « Liens externes », à la fin de l'article. Ces liens sont à choisir avec parcimonie suivant les règles définies. Si un lien sert de source à l'article, son insertion dans le texte est à faire par les notes de bas de page.
- La présentation des références doit suivre les conventions bibliographiques. Il est recommandé d'utiliser les modèles {{Ouvrage}}, {{Chapitre}}, {{Article}}, {{Lien web}} et/ou {{Bibliographie}}. Le mode d'édition visuel peut mettre en forme automatiquement les références.
- Insérer une infobox (cadre d'informations à droite) n'est pas obligatoire pour parachever la mise en page.

Pour une aide détaillée, merci de consulter Aide:Wikification.
Si vous pensez que ces points ont été résolus, vous pouvez retirer ce bandeau et améliorer la mise en forme d'un autre article.
La Reichsflotte (en allemand : [ˈʁaɪçsˌflɔtə], Flotte impériale) fut la première flotte marine de l'Allemagne unie, établie par l'Empire révolutionnaire allemand pour fournir une force navale lors de la première guerre du Schleswig contre le Danemark. La décision a été prise le 14 juin 1848 par le Parlement de Francfort, qui est considéré par la marine allemande moderne comme son anniversaire.
En décembre 1849, le gouvernement impérial est remplacé par une commission fédérale. En 1851, la Confédération allemande fut entièrement rétablie. Les États allemands tels que la Prusse, Hanovre et l'Autriche furent l'objet d'une querelle à propos des navires et des coûts de maintien de ceux-ci. En 1852, la Confédération décide de dissoudre la flotte et de vendre les navires.

## Histoire
La Confédération allemande, fondée en 1815, n'avait initialement pas besoin d'une marine, car elle pouvait compter sur trois membres qui commandaient de grandes flottes : le grand-duc de Luxembourg (le roi des Pays-Bas) : en tant que commandant de la marine royale néerlandaise, le Duc de Holstein en tant que commandant de la marine danoise, et enfin, le roi de Hanovre en tant que commandant de la Royal Navy britannique. Cela avait changé à la fin des années 1830, étant donné que les rois des Pays-Bas et de Grande-Bretagne ont cessé d'être membres de la Confédération allemande et, au début de l'année 1848, le Danemark se retourna également contre l'Allemagne lors de la première guerre du Schleswig. La marine danoise stoppa bientôt tout commerce allemand en mer du Nord et en mer Baltique.
Ce gouvernement provisoire nouvellement créé était dirigé par l'archiduc Jean d'Autriche en tant que régent (Reichsverweser), c'est-à-dire en tant que chef d'État temporaire, et il nomma August von Jochmus ministre des Affaires étrangères et ministre de la Marine.
Le parlement se réunit pour la première fois à Francfort le 18 mai 1848 et le 12 juin 1848, la diète de la Confédération allemande remit son budget au parlement. Seulement deux jours plus tard, le parlement décida de dépenser six millions de Reichsthaler dans une marine sous le commandement du prince Adalbert de Prusse. Lorsqu'il a dû démissionner sur ordre du roi de Prusse, le contre-amiral Karl Rudolf Brommy a pris la relève.

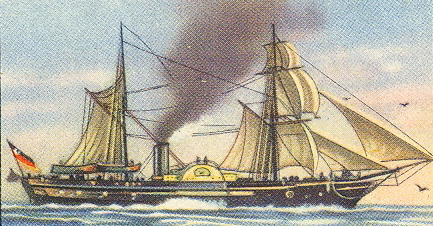
SMS Barberousse en 1849

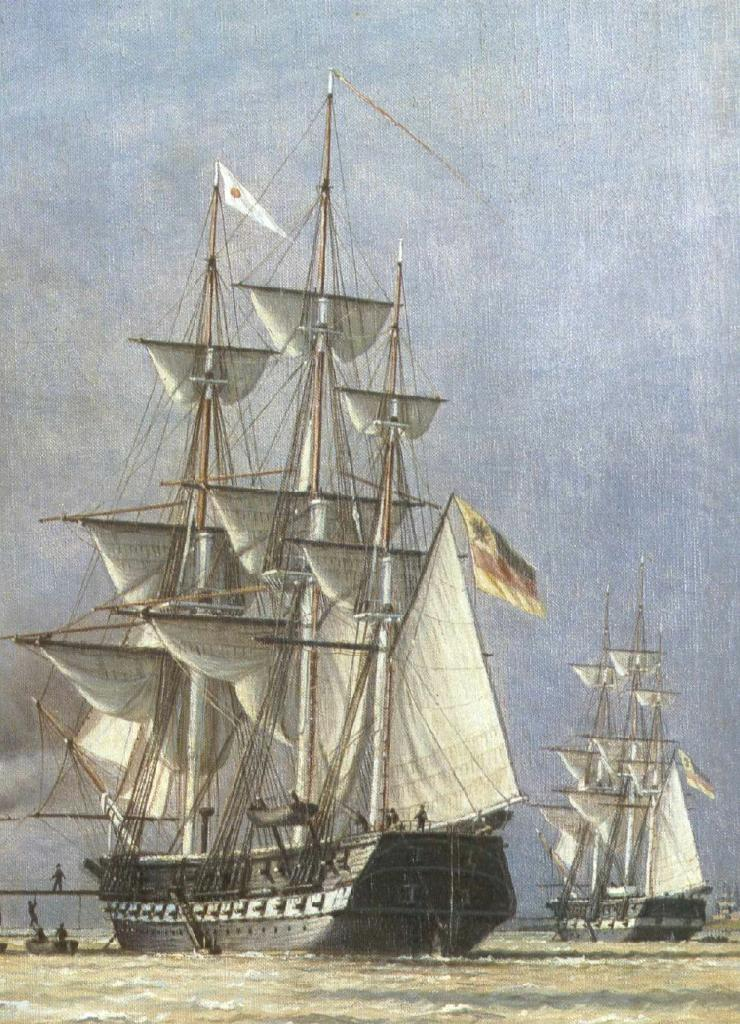
SMS Eckernförde (à gauche) et SMS Deutschland (à droite) en 1849

Lors de la bataille d'Helgoland du 4 juin 1849, la flotte sous Brommy vit sa seule bataille navale, qui reste le premier et le seul combat naval sous le drapeau noir-rouge-or de l'Allemagne. La bataille, impliquant cinq navires au total, n'a pas été concluante, sans pertes des différentes parts, mais après cela, le blocus danois fut rétabli.
Jusqu'en 1852, la flotte avait :
- Deux frégates à voile :
  - SMS Deutschland
  - SMS Eckernförde (le navire danois capturé SMS Gefion )
- Trois frégates à vapeur :
  - SMS Barbarossa (anciennement RMS Britannia )
  - SMS Erzherzog Johann
  - SMS Hansa
- Une corvette à voile :
  - Franklin (offert par Hambourg, non accepté)
- Six corvettes à vapeur :
  - SMS Der Königliche Ernst August
  - SMS Großherzog von Oldenburg
  - SMS Frankfurt (1848)
  - SMS Bremen
  - SMS Hamburg
  - SMS Lübeck
- 27 canonnières
- Un sous-marin :
  - Brandtaucher

Les navires devinrent la propriété de la Confédération allemande rétablie, via la Bundeszentralkommission de 1849-1851, qui s'occupait alors des tâches de l'ancien pouvoir central du régent impérial. Une discussion fit surface quant à savoir si la flotte était une « institution organique » de la Confédération ou simplement une propriété. La majorité du Bundestag a fait valoir qu'il ne s'agissait que d'une propriété, de sorte qu'une décision à ce sujet n'avait pas besoin de l'unanimité.
Le 2 avril 1852, la Reichsflotte fût dissoute. Alors que la plupart des navires ont été vendus, deux des frégates à vapeur ont été données à la marine prussienne, qui a ensuite évolué pour devenir la marine fédérale d'Allemagne du Nord (1867-1871) et qui est ensuite devenue la marine impériale allemande (1872-1918).

## Des noms
Plusieurs noms sont utilisés pour cette marine. La résolution du 14 juin 1848 l'appelle simplement " Deutsche Marine ", tandis que le ministre de la marine Arnold Duckwitz en 1849 a rendu compte de la " Deutsche Kriegsmarine " et lorsque Karl Rudolf Brommy a été promu comme son premier amiral, le nom utilisé était Reichsmarine, qui a été utilisé dans la marine aussi. Pour éviter toute confusion avec les incarnations ultérieures, les historiens ont opté pour la Reichsflotte.
Le terme Bundesflotte (flotte fédérale) est également utilisé, mais cela est trompeur, car il n'était pas exploité par la Confédération allemande dans ses premières années. Bundesflotte était aussi le nom d'un projet naval austro-prussien en 1865. La marine allemande moderne depuis 1956 s'appelait la Bundesmarine mais utilise maintenant le nom de Deutsche Marine.
La "Verfassung des Deutschen Reichs", article III § 19, stipule :
[1] Les forces navales sont l'affaire exclusive du Reich . Il n'est pas permis à un seul État d'entretenir ses propres navires de guerre ou d'embaucher des corsaires.
[2] Les équipages de la marine de guerre font partie de la nouvelle force de défense allemande (le terme Wehrmacht est utilisé). Ils sont indépendants des forces terrestres.
[3] La taille des équipages à fournir à la marine de guerre de chaque État doit être calculée d'après le nombre de forces terrestres à entretenir par celui-ci. Les détails à ce sujet, ainsi que l'équilibrage des coûts entre le gouvernement du Reich et les différents États, seront déterminés par la loi.
[4] La mise en service des officiers et officiers des forces navales relève de la seule autorité du Reich.
[5] Le soin d'équiper, d'entraîner et d'entretenir une flotte de guerre et la création, l'équipement et l'entretien des ports et arsenaux militaires relèvent de l'autorité du Reich.
[6] Les questions relatives aux crédits nécessaires à l'établissement de ports militaires et d'installations navales, ainsi qu'aux responsabilités des services correspondants du Reich seront déterminées par les lois du Reich.

## Littérature
- Guntram Schulze-Wegener : Deutschland zur See . 150 Jahre Marinegeschichte. Mittler, Hambourg 1998. (ISBN 3-8132-0551-7)
- Jörg Duppler : Germania auf dem Meere / Bilder und Dokumente zur Deutschen Marinegeschichte 1848 –1998. Mittler, Hambourg 1998. (ISBN 3-8132-0564-9)
- Walther Hubatsch: Die erste deutsche Flotte, 1848 - 1853, Mittler, Herford 1981.
- L[üder]. Arenhold: Vor 50 Jahren: Die Deutsche Reichsflotte 1848 - 1852 in zwölf Bildern, (Réimpression de 1906) Media Verlag, Berlin 1995.